# Các đội tuyển bóng đá quốc gia Việt Nam năm 2013
Lịch và kết quả thi đấu của một số đội tuyển bóng đá quốc gia Việt Nam các cấp trong năm 2013.

## Nam

### Đội tuyển quốc gia

#### Lịch và kết quả thi đấu
| Ngày        | Địa điểm                 | Đối thủ              | Tỉ số | Giải đấu              | Cầu thủ ghi bàn                        | Chi tiết |
| ----------- | ------------------------ | -------------------- | ----- | --------------------- | -------------------------------------- | -------- |
| 31 tháng 01 | Hà Nội, Việt Nam         | Hyundai Mipo Dolphin | 2–1   | Giao hữu              | Huỳnh Quốc Anh 16' · Mạc Hồng Quân 71' | [ 1 ]    |
| 06 tháng 02 | Hà Nội, Việt Nam         | UAE                  | 1–2   | V.loại Asian Cup 2015 | Huỳnh Quốc Anh 58'                     | [ 2 ]    |
| 22 tháng 03 | Du Tiêm Vượng, Hồng Kông | Hồng Kông            | 0–1   | V.loại Asian Cup 2015 |                                        | [ 3 ]    |
| 17 tháng 07 | Hà Nội, Việt Nam         | Arsenal              | 1–7   | Giao hữu              | Trần Mạnh Dũng 81'                     | [ 4 ]    |
| 09 tháng 10 | Doha, Qatar              | Qatar                | 2–1   | Giao hữu              | Nguyễn Trọng Hoàng 21', 30'            | [ 5 ]    |
| 11 tháng 10 | Doha, Qatar              | Al-Arabi             | 2–0   | Giao hữu              | Lê Văn Thắng 5' · Đinh Thanh Trung 47' | [ 6 ]    |
| 15 tháng 10 | Tashkent, Uzbekistan     | Uzbekistan           | 1–3   | V.loại Asian Cup 2015 | Nguyễn Trọng Hoàng 78'                 | [ 7 ]    |
| 15 tháng 11 | Hà Nội, Việt Nam         | Uzbekistan           | 0–3   | V.loại Asian Cup 2015 |                                        | [ 8 ]    |
| 19 tháng 11 | Abu Dhabi, UAE           | UAE                  | 0–5   | V.loại Asian Cup 2015 |                                        | [ 9 ]    |

#### Cầu thủ được sử dụng từng trận
|                    | 31/01 | 06/02 | 22/03 | 17/07 | 09/10 | 11/10 | 15/10 | 15/11 | 19/11 | Tổng cộng |
| ------------------ | ----- | ----- | ----- | ----- | ----- | ----- | ----- | ----- | ----- | --------- |
| Thủ môn            |       |       |       |       |       |       |       |       |       |           |
| Nguyễn Thanh Bình  |       |       | –     | –     |       | –     |       | –     |       | 5         |
| Trần Bửu Ngọc      | –     | –     |       |       | –     |       | –     | –     | –     | 3         |
| Dương Hồng Sơn     | –     | –     | –     |       | –     | –     | –     | –     | –     | 1         |
| Bùi Tấn Trường     | –     | –     | –     | –     | –     | –     | –     |       | –     | 1         |
| Hậu vệ             |       |       |       |       |       |       |       |       |       |           |
| Âu Văn Hoàn        |       |       |       | –     |       | –     |       |       |       | 7         |
| Nguyễn Gia Từ      |       |       |       |       |       | –     | –     | –     |       | 6         |
| Châu Lê Phước Vĩnh | –     | –     | –     | –     |       | –     |       |       |       | 4         |
| Đào Văn Phong      |       |       |       |       | –     | –     | –     | –     | –     | 4         |
| Michal Nguyễn      |       |       |       | –     | –     | –     | –     | –     | –     | 3         |
| Lê Phước Tứ        | –     | –     | –     |       | –     | –     | –     | –     | –     | 1         |
| Phùng Văn Nhiên    | –     | –     | –     |       |       | –     |       |       | –     | 4         |
| Huỳnh Quang Thanh  | –     | –     | –     |       | –     | –     | –     | –     | –     | 1         |
| Võ Hoàng Quảng     | –     | –     | –     | –     |       |       | –     | –     | –     | 2         |
| Nguyễn Văn Biển    | –     | –     | –     | –     |       |       |       |       |       | 5         |
| Trần Hải Lâm       | –     | –     | –     | –     | –     |       | –     | –     |       | 2         |
| Nguyễn Xuân Thành  | –     | –     | –     | –     | –     |       | –     |       | –     | 2         |
| Tiền vệ            |       |       |       |       |       |       |       |       |       |           |
| Nguyễn Minh Phương | –     | –     | –     |       | –     | –     | –     | –     | –     | 1         |
| Nguyễn Trọng Hoàng | –     | –     | –     |       |       | –     |       |       |       | 5         |
| Huỳnh Quốc Anh     |       |       |       | –     |       | –     |       |       | –     | 6         |
| Trần Mạnh Dũng     |       |       |       |       | –     | –     | –     | –     | –     | 4         |
| Nguyễn Huy Hùng    |       | –     | –     |       | –     | –     | –     | –     | –     | 2         |
| Phạm Thành Lương   |       |       |       |       |       | –     |       |       |       | 8         |
| Hoàng Danh Ngọc    |       | –     | –     | –     | –     | –     | –     | –     | –     | 1         |
| Nguyễn Văn Quyết   |       |       |       |       | –     | –     | –     | –     | –     | 4         |
| Phạm Nguyên Sa     |       |       |       |       | –     | –     | –     | –     | –     | 4         |
| Lê Tấn Tài         |       |       |       |       | –     | –     | –     |       | –     | 5         |
| Lê Văn Thắng       |       |       |       | –     | –     |       |       | –     | –     | 5         |
| Cao Sỹ Cường       | –     | –     | –     | –     |       | –     |       | –     |       | 3         |
| Nguyễn Ngọc Duy    | –     | –     | –     | –     |       | –     |       | –     |       | 3         |
| Hoàng Văn Bình     | –     | –     | –     | –     | –     |       | –     |       | –     | 2         |
| Đinh Thanh Trung   | –     | –     | –     | –     | –     |       | –     | –     | –     | 1         |
| Tiền đạo           |       |       |       |       |       |       |       |       |       |           |
| Nguyễn Anh Đức     | –     | –     | –     |       |       |       |       |       |       | 6         |
| Lê Công Vinh       | –     | –     | –     |       | –     | –     |       | –     | –     | 2         |
| Nguyễn Hải Anh     |       | –     | –     | –     | –     | –     | –     | –     |       | 2         |
| Mạc Hồng Quân      |       |       |       | –     | –     | –     | –     | –     | –     | 3         |
| Mai Tiến Thành     | –     | –     | –     | –     |       |       | –     |       |       | 4         |
| Nguyễn Quang Hải   | –     | –     | –     | –     | –     |       | –     |       |       | 3         |
| Nguồn              |       |       |       |       |       |       |       |       |       |           |
|                    | [ 1 ] | [ 2 ] | [ 3 ] | [ 4 ] | [ 5 ] | [ 6 ] | [ 7 ] | [ 8 ] | [ 9 ] |           |

### Đội U-23 & Olympic
| Ngày                                                                                  | Địa điểm              | Đối thủ            | Tỉ số        | Giải đấu                 | Cầu thủ ghi bàn | Chi tiết |
| ------------------------------------------------------------------------------------- | --------------------- | ------------------ | ------------ | ------------------------ | --- | -------- |
| 04 tháng 06                                                                           | Hà Nội, Việt Nam      | Kashima Antlers    | 2–2          | Giao hữu                 | Vũ Minh Tuấn 49' · Hoàng Danh Ngọc 79'                                                                                  | [ 10 ]   |
| 11 tháng 06                                                                           | Hồ Chí Minh, Việt Nam | Myanmar            | 2–0          | Giao hữu                 | Hoàng Danh Ngọc 33' · Hà Minh Tuấn 52'                                                                                  | [ 11 ]   |
| 27 tháng 09                                                                           | Hồ Chí Minh, Việt Nam | U23 Galatasaray    | 2–1          | Giao hữu                 | Lê Văn Thắng 66' · Hà Minh Tuấn 88'                                                                                     | [ 12 ]   |
| 29 tháng 09                                                                           | Hồ Chí Minh, Việt Nam | U23 Santos         | 3–1          | Giao hữu                 | Lê Văn Thắng 43', 86' · Mạc Hồng Quân 92'                                                                               | [ 13 ]   |
| 13 tháng 10                                                                           | Yangon, Myanmar       | Nay Pyi Taw        | 1–0          | Giao hữu                 | Trần Phi Sơn 34' | [ 14 ]   |
| 15 tháng 10                                                                           | Yangon, Myanmar       | Myanmar            | 3–1          | Giao hữu                 | Nguyễn Văn Quyết 52' · Zaw Min Tun 80' (phản lưới) · Lê Quang Hùng 86'                                                  | [ 15 ]   |
| 26 tháng 10                                                                           | Thủ Dầu Một, Việt Nam | Semen Padang       | 2–2          | BTV Cup 2013             | Lê Hoàng Thiên 19' · Phạm Mạnh Hùng 55'                                                                                 | [ 16 ]   |
| 28 tháng 10                                                                           | Thủ Dầu Một, Việt Nam | Đồng Nai           | 1–0          | BTV Cup 2013             | Nguyễn Thanh Hiền 80'                                                                                                   | [ 17 ]   |
| 30 tháng 10                                                                           | Thủ Dầu Một, Việt Nam | Bangu Atletico     | 3–3          | BTV Cup 2013             | Nguyễn Văn Quyết 29' (pen) · Trần Phi Sơn 40', 53'                                                                      | [ 18 ]   |
| 01 tháng 11                                                                           | Thủ Dầu Một, Việt Nam | Sinh viên Hàn Quốc | 0–0 4-3(11m) | BTV Cup 2013             | | [ 19 ]   |
| 3 tháng 11                                                                            | Thủ Dầu Một, Việt Nam | Becamex Bình Dương | 0–1          | BTV Cup 2013             | | [ 20 ]   |
| Việt Nam đạt giải nhì BTV Cup 2013.                                                   |                       |                    |              |                          | |          |
| 2 tháng 11                                                                            | Nam Vang, Campuchia   | Myanmar            | 0–1          | BIDC Cup 2013            | | [ 21 ]   |
| 06 tháng 11                                                                           | Nam Vang, Campuchia   | Thái Lan           | 0–2          | BIDC Cup 2013            | | [ 22 ]   |
| Việt Nam dừng chân ở vòng bảng giải BIDC Cup 2013.                                    |                       |                    |              |                          | |          |
| 08 tháng 12                                                                           | Naypyidaw, Myanmar    | Brunei             | 7–0          | Bóng đá tại SEA Games 27 | Vũ Minh Tuấn 22' · Hà Minh Tuấn 25' · Lê Văn Thắng 44', 52' · Trần Mạnh Dũng 65' · Mạc Hồng Quân 69' · Trần Phi Sơn 82' | [ 23 ]   |
| 10 tháng 12                                                                           | Naypyidaw, Myanmar    | Singapore          | 0–1          | Bóng đá tại SEA Games 27 | | [ 24 ]   |
| 15 tháng 12                                                                           | Naypyidaw, Myanmar    | Lào                | 5–0          | Bóng đá tại SEA Games 27 | Phạm Mạnh Hùng 27' · Nguyễn Văn Quyết 30', 73' · Vũ Minh Tuấn 77' · Mạc Hồng Quân 86'                                   | [ 25 ]   |
| 17 tháng 12                                                                           | Naypyidaw, Myanmar    | Malaysia           | 1–2          | Bóng đá tại SEA Games 27 | Mạc Hồng Quân 90+4' | [ 26 ]   |
| Việt Nam xếp thứ 3 bảng A và dừng chân ở vòng bảng bộ môn bóng đá nam SEA Games 2013. |                       |                    |              |                          | |          |

### Đội tuyển U-21
| Ngày                                                           | Địa điểm                        | Đối thủ    | Tỉ số        | Giải đấu                                     | Cầu thủ ghi bàn | Chi tiết |
| -------------------------------------------------------------- | ------------------------------- | ---------- | ------------ | -------------------------------------------- | --- | -------- |
| 13 tháng 10                                                    | Phan Rang – Tháp Chàm, Việt Nam | Myanmar    | 2–0          | Giải bóng đá U21 Quốc tế báo Thanh niên 2013 | Nguyễn Đình Bảo 16' · Hồ Sỹ Sâm 90'                                                                                 | [ 27 ]   |
| 15 tháng 10                                                    | Phan Rang – Tháp Chàm, Việt Nam | Singapore  | 1–0          | Giải bóng đá U21 Quốc tế báo Thanh niên 2013 | Cao Xuân Thắng 11'                                                                                                  | [ 28 ]   |
| 19 tháng 10                                                    | Phan Rang – Tháp Chàm, Việt Nam | U21.Sydney | 0–4          | Giải bóng đá U21 Quốc tế báo Thanh niên 2013 | | [ 29 ]   |
| 21 tháng 10                                                    | Phan Rang – Tháp Chàm, Việt Nam | Malaysia   | 5–1          | Giải bóng đá U21 Quốc tế báo Thanh niên 2013 | Nguyễn Việt Phong 15' · Giang Trần Quách Tân 21' · Nguyễn Văn Thạnh 36' · Đỗ Văn Thuận 62' (Pen) · Hồ Khắc Ngọc 77' | [ 30 ]   |
| 23 tháng 10                                                    | Phan Rang – Tháp Chàm, Việt Nam | U21.Sydney | 1–1 4-1(pen) | Giải bóng đá U21 Quốc tế báo Thanh niên 2013 | Nguyễn Đình Bảo 64'                                                                                                 | [ 31 ]   |
| Việt Nam vô địch Giải bóng đá U21 Quốc tế báo Thanh niên 2013. |                                 |            |              |                                              | |          |

### Đội tuyển U-19
| Ngày                                                                                 | Địa điểm               | Đối thủ           | Tỉ số                   | Giải đấu                                 | Cầu thủ ghi bàn                                                                                              | Chi tiết |
| ------------------------------------------------------------------------------------ | ---------------------- | ----------------- | ----------------------- | ---------------------------------------- | --- | -------- |
| 10 tháng 09                                                                          | Gresik, Indonesia      | Thái Lan          | 3–2                     | Giải vô địch bóng đá U19 Đông Nam Á 2013 | Nguyễn Công Phượng 13' · Nguyễn Văn Toàn 17', 35'                                                            | [ 32 ]   |
| 12 tháng 09                                                                          | Sidoarjo, Indonesia    | Malaysia          | 1–0                     | Giải vô địch bóng đá U19 Đông Nam Á 2013 | Nguyễn Phong Hồng Duy 79'                                                                                    | [ 33 ]   |
| 14 tháng 09                                                                          | Sidoarjo, Indonesia    | Indonesia         | 2–1                     | Giải vô địch bóng đá U19 Đông Nam Á 2013 | Phạm Đức Huy 30' · Nguyễn Văn Toàn 35'                                                                       | [ 34 ]   |
| 16 tháng 09                                                                          | Gresik, Indonesia      | Myanmar           | 3–1                     | Giải vô địch bóng đá U19 Đông Nam Á 2013 | Nguyễn Văn Toàn 18', 44', 89'                                                                                | [ 35 ]   |
| 18 tháng 09                                                                          | Gresik, Indonesia      | Brunei            | 6–1                     | Giải vô địch bóng đá U19 Đông Nam Á 2013 | Trương Văn Thiết 7' · Phạm Trùm Tỉnh 34', 86' · Nguyễn Minh Thái 43' · Phan Thanh Hậu 47' · Lâm Ti Phông 58' | [ 36 ]   |
| 20 tháng 09                                                                          | Sidoarjo, Indonesia    | Lào               | 1–0                     | Giải vô địch bóng đá U19 Đông Nam Á 2013 | Nguyễn Công Phượng 74'                                                                                       | [ 37 ]   |
| 22 tháng 09                                                                          | Sidoarjo, Indonesia    | Indonesia         | 0–0(hiệp phụ) 6-7 (11m) | Giải vô địch bóng đá U19 Đông Nam Á 2013 | | [ 38 ]   |
| Việt Nam đạt giải nhì Giải vô địch U-19 Đông Nam Á 2013.                             |                        |                   |                         |                                          | |          |
| 03 tháng 10                                                                          | Kuala Lumpur, Malaysia | Đài Bắc Trung Hoa | 6–1                     | Vòng loại-Giải vô địch U-19 châu Á 2014  | Nguyễn Công Phượng 12', 55', 57' · Nguyễn Văn Toàn 21', 60' · Lâm Ti Phông 87'                               | [ 39 ]   |
| 05 tháng 10                                                                          | Kuala Lumpur, Malaysia | Hồng Kông         | 5–1                     | Vòng loại-Giải vô địch U-19 châu Á 2014  | Nguyễn Công Phượng 10', 68' · Nguyễn Văn Toàn 35' · Lau Hok Ming 41' (lưới nhà) · Lê Văn Sơn 61'             | [ 40 ]   |
| 07 tháng 10                                                                          | Kuala Lumpur, Malaysia | Úc                | 5–1                     | Vòng loại-Giải vô địch U-19 châu Á 2014  | Nguyễn Công Phượng 8', 54' · Hoàng Thanh Tùng 17' · Nguyễn Văn Toàn 44' · Lê Văn Sơn 70' (11m)               | [ 41 ]   |
| Việt Nam đứng đầu Bảng F, đoạt vé chính thức vào chơi Giải vô địch U-19 châu Á 2014. |                        |                   |                         |                                          | |          |

### Đội tuyển U-16
| Ngày | Địa điểm               | Đối thủ     | Tỉ số         | Giải đấu                                | Cầu thủ ghi bàn | Chi tiết |
| --- | ---------------------- | ----------- | ------------- | --------------------------------------- | --- | -------- |
| 20 tháng 08 | Naypyidaw, Myanmar     | Myanmar     | 4–0           | Giải vô địch U-16 Đông Nam Á 2013       | Phạm Trọng Hóa 2' · Bạch Hồng Hân 28', 48', 90' | [ 42 ]   |
| 24 tháng 08 | Naypyidaw, Myanmar     | Campuchia   | 6–0           | Giải vô địch U-16 Đông Nam Á 2013       | Bạch Hồng Hân 39', 49', 88' · Hoàng Thế Tài 54' · Lê Tiến Anh 71' · Nguyễn Đoàn Trung Nhân 90'                                                              | [ 43 ]   |
| 26 tháng 08 | Naypyidaw, Myanmar     | Úc          | 0–3           | Giải vô địch U-16 Đông Nam Á 2013       | | [ 44 ]   |
| 28 tháng 08 | Naypyidaw, Myanmar     | Brunei      | 11–0          | Giải vô địch U-16 Đông Nam Á 2013       | Hoàng Thế Tài 7', 90' · Nguyễn Đoàn Trung Nhân 8', 90' · Nguyễn Văn Huy 10', 40', 70', 82' · Hafiz 26' (lưới nhà) · Đặng Văn Danh 72' · Nguyễn Hữu Tuân 89' | [ 45 ]   |
| 31 tháng 08 | Naypyidaw, Myanmar     | Malaysia    | 0–1           | Giải vô địch U-16 Đông Nam Á 2013       | | [ 46 ]   |
| 02 tháng 09 | Naypyidaw, Myanmar     | Úc          | 0–0 6-7 (11m) | Giải vô địch U-16 Đông Nam Á 2013       | | [ 47 ]   |
| Việt Nam xếp hạng 4 ở Giải vô địch U-16 Đông Nam Á 2013.                                                                         |                        |             |               |                                         | |          |
| 25 tháng 09 | Kuala Lumpur, Malaysia | Indonesia   | 2–1           | Vòng loại-Giải vô địch U-16 châu Á 2014 | Phạm Trọng Hoá 10' (11m), 82' | [ 48 ]   |
| 27 tháng 09 | Kuala Lumpur, Malaysia | Nhật Bản    | 1–2           | Vòng loại-Giải vô địch U-16 châu Á 2014 | Phạm Trọng Hoá 70' | [ 49 ]   |
| 29 tháng 09 | Kuala Lumpur, Malaysia | Philippines | 3–0           | Vòng loại-Giải vô địch U-16 châu Á 2014 | Nguyễn Tiến Anh 27' · Nguyễn Văn Huy 69' · Hoàng Thế Tài 90'                                                                                                | [ 50 ]   |
| Việt Nam xếp thứ nhì bảng J, xếp thứ 6 trong 10 đội hạng nhì ở vòng bảng và dừng chân ở Vòng loại-Giải vô địch U-16 châu Á 2014. |                        |             |               |                                         | |          |

### Đội tuyển Futsal
| Ngày | Địa điểm                        | Đối thủ     | Tỉ số | Giải đấu                                          | Cầu thủ ghi bàn | Chi tiết |
| --- | ------------------------------- | ----------- | ----- | ------------------------------------------------- | --- | -------- |
| 28 tháng 06 | Incheon, Hàn Quốc               | Palestine   | 4–1   | Đại hội thể thao trong nhà & Võ thuật châu Á 2013 | Trần Văn Vũ 9', 16' · Lưu Quỳnh Toàn 16' · Ngô Anh Dũng 30'                                                                                 | [ 51 ]   |
| 30 tháng 06 | Incheon, Hàn Quốc               | Liban       | 0–0   | Đại hội thể thao trong nhà & Võ thuật châu Á 2013 | | [ 52 ]   |
| Việt Nam xếp thứ nhì trong 7 đội hạng nhì ở vòng bảng và dừng chân ở bộ môn futsal, Đại hội thể thao trong nhà & Võ thuật châu Á 2013. |                                 |             |       |                                                   | |          |
| 27 tháng 09 | Thành phố Hồ Chí Minh, Việt Nam | Trung Quốc  | 6–3   | Giao hữu                                          | | [ 53 ]   |
| 29 tháng 09 | Thành phố Hồ Chí Minh, Việt Nam | Trung Quốc  | 1–3   | Giao hữu                                          | Phạm Thanh Tuấn 34' | [ 54 ]   |
| 01 tháng 10 | Thành phố Hồ Chí Minh, Việt Nam | Hàn Quốc    | 7–5   | Giao hữu                                          | Nguyễn Bảo Quân 14', 25' · Phạm Thanh Tuấn 37', 50' · Đinh Đức Thành 40' · Trần Hoàng Vinh 43' · Hoàng Tuấn Vũ 55'                          | [ 55 ]   |
| 19 tháng 10 | Băng Cốc, Thái Lan              | Malaysia    | 2–1   | Giải futsal vô địch Đông Nam Á 2013               | Phạm Thành Đạt 8' · Vũ Xuân Du 15' | [ 56 ]   |
| 21 tháng 10 | Băng Cốc, Thái Lan              | Philippines | 10–1  | Giải futsal vô địch Đông Nam Á 2013               | Nguyễn Bảo Quân 4', 9' · Trần Hoàng Vinh 6' · Trần Văn Vũ 12', 33' · Hoàng Tuấn Vũ 14', 37' · Phạm Thanh Tuấn 16' · Lưu Quỳnh Toàn 16', 34' | [ 57 ]   |
| 22 tháng 10 | Băng Cốc, Thái Lan              | Brunei      | 4–2   | Giải futsal vô địch Đông Nam Á 2013               | Nguyễn Bảo Quân 10' · Nguyễn Trọng Thiện 13' · Trần Hoàng Vinh 17' · Phùng Trọng Luân 20'                                                   | [ 58 ]   |
| 23 tháng 10 | Băng Cốc, Thái Lan              | Thái Lan    | 2–6   | Giải futsal vô địch Đông Nam Á 2013               | Nguyễn Bảo Quân 15' · Trần Văn Vũ 17' | [ 59 ]   |
| 25 tháng 10 | Băng Cốc, Thái Lan              | Úc          | 1–6   | Giải futsal vô địch Đông Nam Á 2013               | Trần Hoàng Vinh 27' | [ 60 ]   |
| 27 tháng 10 | Băng Cốc, Thái Lan              | Indonesia   | 7–3   | Giải futsal vô địch Đông Nam Á 2013               | Phùng Trọng Luân 3', 35' · Lý Khánh Hưng 10', 30' · Vũ Xuân Du 13' · Trần Văn Vũ 37' · Phạm Thành Đạt 39'                                   | [ 61 ]   |
| Việt Nam đạt giải ba Giải futsal vô địch Đông Nam Á 2013.                                                                              |                                 |             |       |                                                   | |          |
| 20 tháng 11 | Thành phố Hồ Chí Minh, Việt Nam | Nhật Bản    | 1–2   | Giải futsal quốc tế 2013                          | Trần Văn Vũ 17' | [ 62 ]   |
| 21 tháng 11 | Thành phố Hồ Chí Minh, Việt Nam | Thái Lan    | 1–3   | Giải futsal quốc tế 2013                          | Phùng Trọng Luân 27' | [ 63 ]   |
| 22 tháng 11 | Thành phố Hồ Chí Minh, Việt Nam | Brasil      | 3–2   | Giải futsal quốc tế 2013                          | Phùng Trọng Luân 7' · Trần Văn Vũ 29' · Phạm Thành Đạt 35'                                                                                  | [ 64 ]   |
| Việt Nam đạt giải ba Giải futsal quốc tế 2013.                                                                                         |                                 |             |       |                                                   | |          |
| 13 tháng 12 | Naypyidaw, Myanmar              | Lào         | 11–1  | SEA Games 2013                                    | Trần Văn Vũ (2 bàn) Trần Hoàng Vinh (1 bàn) Lê Quốc Nam (1 bàn) Lý Khánh Hưng (2 bàn) Tôn Thất Phi (2 bàn) Đoàn Ngọc Hào (1 bàn)            | [ 65 ]   |
| 15 tháng 12 | Naypyidaw, Myanmar              | Thái Lan    | 0–4   | SEA Games 2013                                    | | [ 66 ]   |
| 17 tháng 12 | Naypyidaw, Myanmar              | Indonesia   | 3–1   | SEA Games 2013                                    | Phùng Trọng Luân 18' · Vũ Xuân Du 30' · Lý Khánh Hưng 38'                                                                                   | [ 67 ]   |
| 20 tháng 12 | Naypyidaw, Myanmar              | Thái Lan    | 1–8   | SEA Games 2013                                    | Lê Quốc Nam 31' | [ 68 ]   |
| Việt Nam đạt huy chương bạc bộ môn futsal tại SEA Games 2013.                                                                          |                                 |             |       |                                                   | |          |

## Nữ

### Đội tuyển quốc gia
| Ngày                                                                                   | Địa điểm          | Đối thủ     | Tỉ số | Giải đấu                             | Cầu thủ ghi bàn | Chi tiết |
| -------------------------------------------------------------------------------------- | ----------------- | ----------- | ----- | ------------------------------------ | --- | -------- |
| 26 tháng 04                                                                            | Hà Nội, Việt Nam  | Jordan      | 1–1   | Giao hữu                             | Nguyễn Thị Liễu 90' | [ 69 ]   |
| 28 tháng 04                                                                            | Hà Nội, Việt Nam  | Jordan      | 1–0   | Giao hữu                             | Huỳnh Như 70' | [ 70 ]   |
| 16 tháng 05                                                                            | Amman, Jordan     | Jordan      | 5–1   | Giao hữu                             | Nguyễn Thị Tuyết Dung (2 bàn) Huỳnh Như (2 bàn) Nguyễn Thị Nguyệt (1 bàn) | [ 71 ]   |
| 18 tháng 05                                                                            | Amman, Jordan     | Jordan      | 2–0   | Giao hữu                             | Nguyễn Thị Minh Nguyệt (1 bàn) Trần Thị Kim Hồng (1 bàn) | [ 72 ]   |
| 22 tháng 05                                                                            | Riffa, Bahrain    | Bahrain     | 8–0   | Vòng loại Cúp bóng đá nữ châu Á 2014 | Nguyễn Thị Minh Nguyệt 3' · Trần Thị Kim Hồng 20' · Nguyễn Thị Xuyến 22' · Nguyễn Thị Muôn 38', 58', 70' · Nguyễn Thị Liễu 45+' · Nguyễn Thị Kim Tiến 65'                               | [ 73 ]   |
| 24 tháng 05                                                                            | Riffa, Bahrain    | Kyrgyzstan  | 12–0  | Vòng loại Cúp bóng đá nữ châu Á 2014 | Nguyễn Thị Minh Nguyệt 4', 12', 22' · Nguyễn Thị Ngọc Anh 6' · Nguyễn Thị Xuyến 14' · Nguyễn Thị Hoà 24' · Nguyễn Thị Muôn 40', 66', 72' · Nguyễn Thị Kim Tiến 51' · Huỳnh Như 89', 90' | [ 74 ]   |
| 26 tháng 05                                                                            | Riffa, Bahrain    | Hồng Kông   | 4–0   | Vòng loại Cúp bóng đá nữ châu Á 2014 | Nguyễn Thị Minh Nguyệt 4' · Nguyễn Thị Hoà 7' · Cheung Wai Ki 30' (phản lưới nhà) · Trần Thị Kim Hồng 58'                                                                               | [ 75 ]   |
| Việt Nam đứng đầu Bảng C, đoạt vé vào chơi Vòng chung kết giải bóng đá nữ châu Á 2014. |                   |             |       |                                      | |          |
| 09 tháng 09                                                                            | Yangon, Myanmar   | Thái Lan    | 0–0   | Giải bóng đá nữ Đông Nam Á 2013      | | [ 76 ]   |
| 13 tháng 09                                                                            | Yangon, Myanmar   | Malaysia    | 1–0   | Giải bóng đá nữ Đông Nam Á 2013      | Lê Thị Thương 33' | [ 77 ]   |
| 15 tháng 09                                                                            | Yangon, Myanmar   | Jordan      | 4–0   | Giải bóng đá nữ Đông Nam Á 2013      | Lê Thị Thương 19' · Lê Thu Thanh Hương 29', 71' · Nguyễn Thị Muôn 84' | [ 78 ]   |
| 17 tháng 09                                                                            | Yangon, Myanmar   | Úc          | 0–0   | Giải bóng đá nữ Đông Nam Á 2013      | | [ 79 ]   |
| 20 tháng 09                                                                            | Yangon, Myanmar   | Nhật Bản    | 1–2   | Giải bóng đá nữ Đông Nam Á 2013      | Nguyễn Thị Minh Nguyệt 35' | [ 80 ]   |
| 22 tháng 09                                                                            | Yangon, Myanmar   | Myanmar     | 3–1   | Giải bóng đá nữ Đông Nam Á 2013      | Nguyễn Thị Ngọc Anh 2' · Lê Thu Thanh Hương 14' · Nguyễn Thị Minh Nguyệt 66' | [ 81 ]   |
| Việt Nam đạt huy chương đồng Giải bóng đá nữ Đông Nam Á 2013.                          |                   |             |       |                                      | |          |
| 13 tháng 12                                                                            | Mandalay, Myanmar | Philippines | 7–0   | SEA Games 2013                       | Nguyễn Thị Muôn 8' · Nguyễn Thị Minh Nguyệt 10', 61' · Trần Thị Kim Hồng 60' · Huỳnh Như 70', 84' · Nguyễn Thị Tuyết Dung 72'                                                           | [ 82 ]   |
| 15 tháng 12                                                                            | Mandalay, Myanmar | Myanmar     | 1–0   | SEA Games 2013                       | Zin Mar Win 18' (lưới nhà) | [ 83 ]   |
| 18 tháng 12                                                                            | Mandalay, Myanmar | Malaysia    | 4–0   | SEA Games 2013                       | Nguyễn Thị Minh Nguyệt 11', 64' · Nguyễn Thị Tuyết Dung 55' · Huỳnh Như 77' | [ 84 ]   |
| 20 tháng 12                                                                            | Mandalay, Myanmar | Thái Lan    | 1–2   | SEA Games 2013                       | Nguyễn Thị Minh Nguyệt 33' | [ 85 ]   |
| Việt Nam đạt huy chương bạc bộ môn bóng đá tại SEA Games 2013.                         |                   |             |       |                                      | |          |

### Đội tuyển futsal
| Ngày | Địa điểm           | Đối thủ   | Tỉ số | Giải đấu                                          | Cầu thủ ghi bàn                                                                                                | Chi tiết |
| --- | ------------------ | --------- | ----- | ------------------------------------------------- | --- | -------- |
| 26 tháng 06                                                                                                 | Incheon, Hàn Quốc  | Thái Lan  | 1–4   | Đại hội thể thao trong nhà & Võ thuật châu Á 2013 | Nguyễn Thị Thành 3'                                                                                            | [ 86 ]   |
| 27 tháng 06                                                                                                 | Incheon, Hàn Quốc  | Hồng Kông | 2–1   | Đại hội thể thao trong nhà & Võ thuật châu Á 2013 | Nguyễn Thị Châu 14' · Trịnh Ngọc Hoa 36'                                                                       | [ 87 ]   |
| 28 tháng 6                                                                                                  | Incheon, Hàn Quốc  | Iran      | 0–1   | Đại hội thể thao trong nhà & Võ thuật châu Á 2013 | | [ 88 ]   |
| 30 tháng 06                                                                                                 | Incheon, Hàn Quốc  | Malaysia  | 6–1   | Đại hội thể thao trong nhà & Võ thuật châu Á 2013 | Trịnh Ngọc Hoa 18' · Yasin 25' (lưới nhà) · Phạm Thị Huệ 27', 40' · Nguyễn Thị Thành 34', 34'                  | [ 89 ]   |
| Việt Nam xếp thứ ba Bảng A và dừng chân ở bộ môn futsal, Đại hội thể thao trong nhà & Võ thuật châu Á 2013. |                    |           |       |                                                   | |          |
| 29 tháng 09                                                                                                 | Naypyidaw, Myanmar | Myanmar   | 4–3   | Giải Futsal nữ Đông Nam Á 2013                    | | [ 90 ]   |
| 30 tháng 09                                                                                                 | Naypyidaw, Myanmar | Thái Lan  | 2–5   | Giải Futsal nữ Đông Nam Á 2013                    | | [ 90 ]   |
| 01 tháng 10                                                                                                 | Naypyidaw, Myanmar | Malaysia  | 4–2   | Giải Futsal nữ Đông Nam Á 2013                    | | [ 91 ]   |
| 03 tháng 10                                                                                                 | Naypyidaw, Myanmar | Thái Lan  | 4–3   | Giải Futsal nữ Đông Nam Á 2013                    | | [ 92 ]   |
| Việt Nam vô địch Giải Futsal nữ Đông Nam Á 2013.                                                            |                    |           |       |                                                   | |          |
| 10 tháng 12                                                                                                 | Naypyidaw, Myanmar | Myanmar   | 6–0   | SEA Games 2013                                    | Vũ Thị Huyền Linh 2', 18', 28' · Trần Thi Thùy Trang 4' · Nguyễn Thị Châu 13' · (Một bàn đội bạn đốt lưới nhà) | [ 93 ]   |
| 12 tháng 12                                                                                                 | Naypyidaw, Myanmar | Indonesia | 3–1   | SEA Games 2013                                    | Trần Thị Thùy Trang 31', 37' · Trịnh Ngọc Hoa 33'                                                              | [ 94 ]   |
| 14 tháng 12                                                                                                 | Naypyidaw, Myanmar | Thái Lan  | 1–6   | SEA Games 2013                                    | Vũ Thị Huyền Linh 15'                                                                                          | [ 95 ]   |
| 18 tháng 12                                                                                                 | Naypyidaw, Myanmar | Malaysia  | 3–3   | SEA Games 2013                                    | Trần Thị Thùy Trang 6' · Vũ Thị Huyền Linh 29', 30'                                                            | [ 96 ]   |
| 20 tháng 12                                                                                                 | Naypyidaw, Myanmar | Thái Lan  | 0–5   | SEA Games 2013                                    | | [ 97 ]   |
| Việt Nam giành huy chương bạc bộ môn futsal tại SEA Games 2013.                                             |                    |           |       |                                                   | |          |